# مشعلية سورية
المشعلية السورية أو الرشاد الحجري السوري (الاسم العلمي:Aethionema syriacum) هي نوع من النباتات تتبع جنس المشعلية من الفصيلة الصليبية.